# Rhye
I Rhye sono una one man band che ruota intorno al musicista canadese Mike Milosh. Il loro stile è un elegante pop contaminato da soul e R&B che rievoca lo stile degli xx e Sade.

## Storia
I Rhye vennero fondati nel 2010 a Copenhagen, ed erano inizialmente un duo composto da Mike Milosh, già autore di alcuni album solisti, e Robin "Hannibal" Braun. Dopo aver pubblicato i due singoli The Fall e Open (2012) senza fornire alcuna informazione sulla loro identità, i Rhye riuscirono a catturare l'attenzione della stampa, che pubblicò degli articoli in cui vennero fatte delle ipotesi su chi si celasse dietro la sigla Rhye. Nel 2013, la band pubblicò il suo album di debutto Woman. Nel 2017 i Rhye scrissero la traccia Break Apart assieme all'inglese Bonobo, che è contenuta nell'album di quest'ultimo Migration. Sul finire dell'anno, Braun abbandonò il progetto. I Rhye pubblicarono nel 2018 il secondo album Blood, che ricevette ottimi giudizi critici e venne promosso con una tournée mondiale. Il più recente Home (2021), che presenta delle sonorità più ballabili dei suoi predecessori, venne invece mal accolto dagli specialisti.

## Membri
Attuali
- Mike Milosh

Ex membri
- Robin Braun

## Discografia

### Album in studio
- 2013 – Woman
- 2018 – Blood
- 2019 – Spirit
- 2021 – Home

### Singoli ed extended play
- 2012 – The Fall
- 2012 – Open
- 2017 – Please
- 2017 – Taste
- 2018 – Summer Days
- 2019 – Spirit
- 2021 – Black Rain